# Thiếu Hạo (Ngũ Đế)
Thiếu Hạo (chữ Hán: 少昊), còn gọi là Thanh Dương Thị (青陽氏), Cùng Tang Thị (窮桑氏), Kim Thiên Thị (金天氏), Vân Dương Thị (雲陽氏) hoặc Chu Tuyên (朱宣), là một vị vua huyền thoại của Trung Quốc, một trong Ngũ Đế. Theo Thượng thư, Thiếu Hạo họ Kỉ (己), tên Nghiệt (摰), cũng có tên là Chất (質) hoặc Chí (鸷), là con trai của Hiên Viên Hoàng Đế, sinh ra ở Sơn Đông nhưng sau chuyển đến Thanh Dương (nay thuộc tỉnh An Huy).
Nhưng có thuyết lại cho rằng Ngũ Đế gồm Chuyên Húc, Đế Cốc, Đế Chí, Đế Nghiêu và Đế Thuấn mà không có Thiếu Hạo. Sách Hoài Nam Tử cũng xác nhận chỉ có hai vua là Phục Hy và Thần Nông. Tư Mã Thiên, sử gia chính thống của nhà Hán trong bộ Sử ký không ghi chép về vị Đế nào giữa Hoàng Đế và Chuyên Húc, tuy vẫn công nhận một Thiếu Hạo như một người sống đương thời. Những ghi chép về Thiếu Hạo nhìn chung rất gây mâu thuẫn. Theo Nghi cổ phái (疑古派) đứng đầu bởi Cố Hiệt Cương (顧頡剛) cho rằng Thiếu Hạo được đưa vào trang sử chính thống bởi Lưu Hâm (劉歆) vào đầu thế kỉ 1 do những nguyên nhân chính trị.
Ông là vị vua cai quản phía Đông Trung Quốc cùng với 4 vị hoàng đế còn lại cai quản: Trung tâm, Nam, Bắc, Tây. Sinh ra ở Sơn Đông nhưng sau chuyển đến Thanh Dương (nay thuộc tỉnh An Huy-Trung Quốc). Thiếu Hạo, dưới sự thận trọng nuôi dưỡng của cha mẹ với một tài năng phép thuật và khả năng phi thường. Thiếu Hạo lớn lên trở thành nhà lãnh đạo của gia tộc này, và sau này trở thành nhà lãnh đạo của toàn bộ lạc Đông Di. Thiếu Hạo là con trai của Hiên Viên Hoàng Đế và bà thứ phi Nữ Tiết. Trước đây Thiếu Hạo cũng theo vua cha đánh dẹp Xi Vưu lập được đại công nên sau khi lên ngôi thiên tử thì cha ông phân phong cho ông làm vua nước Kim Thiên, quốc gia này thờ thần điểu nên các quan chức của bộ lạc đều lấy tên các loài chim. 
Quan cao nhất là Phượng Hoàng, quan quản lý binh quyền gọi là Cưu, quan về hình pháp gọi là Ưng, địa bàn quốc gia này có khí hậu thiên nhiên rất tốt nên kinh tế phát triển phồn thịnh một thời. Sau khi Hiên Viên Hoàng Đế băng hà thì Thiếu Hạo được chọn là người kế vị, việc này Sử Ký không hề đề cập tới nhưng lại nói ở trong các sách như: Thượng Thư, Lễ Ký. Không rõ nước Thiên Kim lúc Thiếu Hạo đi rồi có ai thay thế ngôi vị hay không thì không thấy thư tịch nào nhắc đến nữa, chỉ biết rằng trong lịch sử tỉnh Sơn Đông từng xuất hiện một quốc gia như vậy từ hơn 4000 năm về trước.